# Statue-menhir de Saint-Maurice d'Orient
La statue-menhir de Saint-Maurice d'Orient est une statue-menhir appartenant au groupe rouergat découverte à Laval-Roquecezière, dans le département de l'Aveyron en France.

## Description
Elle a été découverte en 1955 par M. Bel, menuisier à Saint Maurice d'Orient, incluse dans la dallage de sa cour. Il en fit don au musée Fenaille. Elle a été sculptée dans une dalle de grès permien d'origine locale. Elle mesure 1,05 m de hauteur sur 0,51 m de largeur et 0,16 m d'épaisseur.
La statue est complète mais la face antérieure a été complètement érodée par le passage des piétons et des véhicules. C'est une statue masculine. La face postérieure comporte deux crochets-omoplates, la partie gauche du baudrier et des plis du vêtement fermé par une ceinture.
Une copie a été installée près du Monastère Notre-Dame d'Orient.